# Härnön
Härnön er en ø i Ångermanland, og Härnösands kommun i Västernorrlands län i Sverige . Härnön er med sine 41,83 km² norrlandskystens fjerdestørste og landets 26 største ø. På Härnön ligger Härnö socken og byen Härnösand. Byens centrum med domkirke, residens og butikscentrum ligger for en stor del på øen. Derimod ligger jernbanestationen på fastlandet. På øens sydlige del ligger landsbyen Solumshamn. Härnöns terræn er ligesom den mod nord liggende Hemsön og Höga kusten stærkt kuperet. Øens højeste punkt er Vårdkasberget som når 175 moh.